# Edyta Rzenno
Edyta Rzenno (ur. 26 czerwca 1983 w Brzesku) – polska siatkarka występująca na pozycji środkowej. W sezonie 2013/14 broniła barw Wisły Kraków.

## Osiągnięcia
- Sezon 2001/2002: Udział w finałach Mistrzostw Polski Juniorek
- Sezon 2003/2004: Mistrzostwo Polski i Puchar Polski z BKS Stal Bielsko-Biała
- Sezon 2006/2007: Wicemistrzostwo Polski z PTPS Piła